# Picanço-cuco-de-garganta-púrpura
Picanço-cuco-de-garganta-púrpura, lagarteiro-de-garganta-púrpura ou lagarteiro-de-peito-púrpura (Campephaga quiscalina) é uma espécie de ave da família Corvidae.
Pode ser encontrada nos seguintes países: Angola, Benin, Camarões, República Centro-Africana, República do Congo, República Democrática do Congo, Costa do Marfim, Guiné Equatorial, Gabão, Gana, Guiné, Quénia, Libéria, Mali, Nigéria, Serra Leoa, Sudão, Tanzânia, Togo, Uganda e Zâmbia.
Os seus habitats naturais são: florestas secas tropicais ou subtropicais, florestas subtropicais ou tropicais húmidas de baixa altitude e regiões subtropicais ou tropicais húmidas de alta altitude.